# Den stora stygga vargen eller Tre små grisar på nya äventyr
Den stora stygga vargen eller Tre små grisar på nya äventyr (engelska: The Big Bad Wolf) är en amerikansk animerad kortfilm från 1934. Filmen ingår i Silly Symphonies-serien och är en uppföljare till Tre små grisar från 1933.

## Handling
Rödluvan är på väg till sin sjuka mormor med godsaker. Två grisar erbjuder sig att följa med henne och gå igenom en genväg, trots att deras bror varnar dem för det. När de väl kommer fram upptäcker Rödluvan att vargen klätt ut sig till mormor, och grisarna hämtar brodern för att rädda dem alla.

## Om filmen
Filmen är den andra som Disney skildrade Rödluvan på. Han hade tidigare skildrat sagan i filmen Little Red Riding Hood från 1922 som ingick i den kortlivade serien Laugh-O-Grams.
Filmen är den första uppföljaren som gjordes till Tre små grisar från 1933 och var andra gången som de tre små grisarna syntes på film. De medverkade sammanlagt i fyra kortfilmer, medan Stora stygga vargen kom att medverka i nio kortfilmer.
Filmen hade svensk premiär den 17 december 1934 på biografen Rita i Stockholm som innehåll i kortfilmsprogrammet 3 små grisar på nya äventyr eller Stora stygga vargen och Rödluvan, där även filmerna Gräshoppan och myrorna, Flygande råttan, Den kloka hönan, Och jula vara skall till påska! och Pluto i skojartagen ingick.
Filmen har givits ut på VHS och DVD och finns dubbad till svenska.

## Rollista
- Dorothy Compton – Bror Hurtig
- Mary Moder – Bror Lustig
- Pinto Colvig – Bror Duktig
- Billy Bletcher – Stora stygga vargen
- Sara Berner – Rödluvan[8]